# Cristina Mayo
Cristina Mayo Santamaría (Alcalá de Henares, 12 de junio de 1952) es una deportista, entrenadora y directiva española. Fue responsable de la selección absoluta femenina de balonmano de España.

## Biografía
Mayo fue inicialmente jugadora de baloncesto. Estudiando Educación Física en la Facultad de Ciencias de la Actividad Física y del Deporte (INEF) conoció a Domingo Bárcenas y a Juan de Dios Román, que fueron los que la introdujeron en el balonmano. Es doctora en Psicología y ha sido  profesora de la Facultad de Ciencias del Deporte en la Universidad de Valencia. Su tesis doctoral, El liderazgo en los deportes de equipo: balonmano femenino, fue publicada en un libro en 1998.
A los dos años de comenzar a jugar, se hizo internacional. Su club fue siempre el mismo, en Valencia, aunque iba cambiando de nombre en función de los patrocinadores. En 1978, mientras jugaba en el equipo, asumió el puesto de entrenadora, y, durante dos años, estuvo combinando ambas posiciones, convirtiéndose así en la única entrenadora en el deporte de élite español.
Es la entrenadora más laureada, no solo del balonmano español sino del balonmano femenino europeo y, probablemente, una de las más exitosas del deporte español: 24 Ligas DHF y 20 Copas de la Reina -entre otros títulos- la Champions League de 1997 y dos subcampeonatos (1998 y 2001), además de una Champions Trophy y una Recopa de Europa.
Como entrenadora de balonmano, consiguió 24 títulos de Liga, 20 Copas de la Reina y la primera Copa de Europa con el Osito L’Eliana en 1997.
Además de entrenadora, fue presidenta.
También fue, durante un breve periodo de tiempo, concejala de deportes con el Partido Socialista Obrero Español (PSOE).
Mayo es lesbiana, habiendo mantenido una relación con otra mujer durante casi 30 años. En relación con el lesbianimo, Mayo reconoce que la situación ha mejorado comparada con la situación que existía cuando era joven, en que la homosexualidad de las mujeres era más tabú.